# ニセ宝島の地図
「ニセ宝島の地図」（ニセたからじまのちず）は、BSフジで放送されていたテレビ番組である。「宝島の地図」シリーズの第6弾である。2003年7月から全5回が放送された。

## 概要
出演者、スタッフ、コーナー全てが偽者と称し「視聴するのは法律で禁止されている」とまで銘打たれた。毎回、悪い事をテーマにしていた。

## 出演
- 中野美奈子
- バナナマン（日村勇紀・設楽統）
- 福下恵美

## テーマ
- 第1回 - 嘘をつこう
- 第2回 - 盗もう
- 第3回 - ふざけよう
- 第4回 - 破壊しよう
- 第5回 - 女ったらしになろう

## コーナー

### おねえさんといっしょう
中野アナ扮するお姉さんと着ぐるみキャラのニセ丸君が番組宛に送られた子供達の悩みを解決する。
挨拶で有名人を君付けで呼んだり、明らかに子供向けではないペンネームや回答を放送しており、おねえさんの「よい子のみんなはこんなことしちゃ絶対ダメだぞ」が決まり文句だった。コーナーの最後で宛先が表示されていた。

### ニセバナナマン劇場
バナナマンにそっくりなニセバナナマンが毎回、バナナマンが行わないネタを披露する。一度だけエキストラが登場した事がある。
- 漫才 - ニセバナナマンが光り輝くスーツと蝶ネクタイに身を包んで古典的なネタを行う。
- 手品 - シルクハット姿のニセ設楽とチャイナドレスのニセ日村が手品を行う。ラストでは取材に来た雑誌記者とニセ日村が入れ替わった。
- モノマネ - ニセ日村が「2億4千万の瞳」を様々な有名人のモノマネをしながら歌う。「○○がF1カーだったら」と言うもしもモノマネも披露した。
- ヒゲダンス - ニセバナナマンがおなじみのヒゲダンスやフルーツ刺しなどを披露。なぜか髭は鼻の下ではなく顎であった。
- パントマイム - 白塗りの顔にタンクトップを着たニセバナナマンがパントマイムを用いたコントを行う。

### 復活のグランギニョル
主人公ジョオが悪の組織アンダーワールダーで世界一の悪役を目指す人形劇コント。

#### 登場人物
本郷ジョオ
主人公。世界一の悪を夢見る男。性格はマイペースで誰とでも気軽に話しかける。ヨンコンの死をきっかけに研究所での改造を自ら希望するが、直後にシルバーマスクが攻め込んできた為に未改造のまま戦う。
シルバーマスク
正義のヒーロー。アンダーワールダーと日々戦い続ける男。最終回で結婚が決まったため、アンダーワールダーに攻め込んだ。
夢野Q子
研究所に務める女性。ジョオが一目惚れしており、所長によるジョオの改造を躊躇っていた。
ヨンコン
下っ端の戦闘員。国に残した家族を思い出し逃げ出した一件以来、仲間からバカにされていた。ジョオの励ましに奮起し自らシルバーマスクとの戦いに出るが返り討ちにあい死亡。

### みーちゃん愛のセレナーデ
福下と石川が恋愛で困った時の対処法を紹介する。

### ニセ新しい単位
宝島の地図シリーズでおなじみの新しい単位のコーナー。

## スタッフ
- ニセ石川さん（AD）
- ニセ片岡K（ディレクター）
- 上田大輔のクローン（ディレクター）